# Anatella latilobata
Anatella latilobata är en tvåvingeart som beskrevs av Zaitzev 1989. Anatella latilobata ingår i släktet Anatella och familjen svampmyggor. Inga underarter finns listade i Catalogue of Life.